# Гараши
Гараши је село на северозападним обронцима планине Букуље у општини Аранђеловац у Шумадијском округу. Према попису из 2022. има 372 становника (према попису из 2011. било је 482 становника). Од центра села до Аранђеловца има 11 km.

## Етимологија
Највероватније да је име Гараши настало од речи „гар“ због начина обраде земље тј. претварања шума у њиве паљењем, а постоји верзија и да је први становник села био Никола Гараш. Први писани траг о овом месту сеже у XV век, тачније у годину 1476. а уцртано је на војној аустријској карти из XVIII века када се на њој нису налазила многа данашња већа места. Највећи прилив становништва је крајем XVIII и почетком XIX века, тачније за време Првог српског устанка.

## Историја
Уз историју овог шумадијског села је везана и породица Савић која је после сеобе из овог села понела са собом и презиме Гарашанин. Политичку историја породице Гарашанин почиње Хаџи Милутин Савић-Гарашанин (1762-1842), устаник из оба српска устанка, обор-кнез јасенички и члан Државног савета за време кнеза Милоша. Његов син је Илија Гарашанин (1812-1874), вођа уставобранитеља, писац „Начертанија“, министар спољних и унутрашњих послова и председник владе код обе српске династије. Илијин син Милутин (1843-1898) један је од оснивача Напредне странке и њен председник, председник скупштине, председник владе за време краља Милана Обреновића, посланик у Паризу и академик. Осим ове чувене породице Гараши се могу подичити и једним од највећих српских реалиста Светоликом Ранковићем, сином гарашког свештеника Павла. За време свог кратког живота Ранковић је српској реалној књижевности подарио романе „Горски цар“, „Сеоска учитељица“, „Поручени идеали“, сада екранизовану приповетку „Стари врускавац“, затим „Ђавоља посла“, прозно дело „Јесење слике“ као и збирке песама. У скоро свим својим делима бавио се својим селом и његовим људима. У овом низу личности треба додати и Љубомира Плећевића, једног од првих српских авијатичара.

## Знаменитости
На 10 km од Аранђеловца је 1976. године подигнуто акумулационо Гарашко језеро за снабдевање водом Аранђеловца и околине. Језеро лежи на површини од око 65 ha, највеће дубине 22 m, порибљено је и представља омиљено излетиште грађана Аранђеловца заједно са базеном поред самог језера који у свом садржају има и спортске терене и угоститељски објекат. Даље путем ка центру села налази се спомен-чесма подигнута Гарашанима палим у ослободилачким ратовима (Друга армија српске војске је 1914. године пред Колубарску битку била једно време смештена у овом селу под командом војводе Степе Степановића). Иза чесме, поред школе „Илија Гарашанин“ налази се храст лужњак стар око 300 година који је под заштитом државе и представља праву реткост српске флоре. Преко пута је необична атракција Паун-стена, а низводно низ реку Букуљу налази се воденица из Ранковићеве приповетке „Ђавоља посла“. У селу постоји и црква св. Пророка Илије освештана 2005. године поред које треба да се гради споменик Илији Гарашанину и Светолику Ранковићу.

## Демографија
У насељу Гараши живи 488 пунолетних становника, а просечна старост становништва износи 44,2 година (43,1 код мушкараца и 45,4 код жена). У насељу има 211 домаћинстава, а просечан број чланова по домаћинству је 2,87.
Ово насеље је скоро у потпуности насељено Србима (према попису из 2002. године), а у последња три пописа, примећен је пад у броју становника.
Присутне су дневне миграције због Гарашана који раде у граду и као и оних који викендом из града долазе у село, као и великог броја људи који нису пореклом повезани са овим селом, али долазе у преко лета у своје куће за одмор.
|  |

| Демографија | Демографија | Демографија |
| Година      | Становника  | Становника  |
| ----------- | ----------- | ----------- |
| 1948.       | 1.254       |             |
| 1953.       | 1.290       |             |
| 1961.       | 1.221       |             |
| 1971.       | 990         |             |
| 1981.       | 825         |             |
| 1991.       | 685         | 677         |
| 2002.       | 605         | 615         |
| 2011.       | 482         |             |
| 2022.       | 372         |             |

| Етнички састав према попису из 2002.‍ | Етнички састав према попису из 2002.‍ | Етнички састав према попису из 2002.‍ | Етнички састав према попису из 2002.‍ | Етнички састав према попису из 2002.‍ |
| ------------------------------------ | ------------------------------------ | ------------------------------------ | ------------------------------------ | ------------------------------------ |
|                                      |                                      |                                      |                                      |                                      |
| Срби                                 | Срби                                 |                                      | 589                                  | 97,35%                               |
| Роми                                 | Роми                                 |                                      | 12                                   | 1,98%                                |
| Црногорци                            | Црногорци                            |                                      | 2                                    | 0,33%                                |
| непознато                            | непознато                            |                                      | 0                                    | 0,0%                                 |

| \| \| м \| \| \| ж \| \| ? \| 0 \| \| \| 1 \| \| 80+ \| 2 \| \| \| 5 \| \| 75—79 \| 15 \| \| \| 20 \| \| 70—74 \| 26 \| \| \| 30 \| \| 65—69 \| 24 \| \| \| 33 \| \| 60—64 \| 22 \| \| \| 24 \| \| 55—59 \| 8 \| \| \| 10 \| \| 50—54 \| 19 \| \| \| 18 \| \| 45—49 \| 37 \| \| \| 21 \| \| 40—44 \| 30 \| \| \| 14 \| \| 35—39 \| 22 \| \| \| 18 \| \| 30—34 \| 16 \| \| \| 19 \| \| 25—29 \| 13 \| \| \| 13 \| \| 20—24 \| 7 \| \| \| 10 \| \| 15—19 \| 16 \| \| \| 12 \| \| 10—14 \| 17 \| \| \| 18 \| \| 5—9 \| 21 \| \| \| 18 \| \| 0—4 \| 12 \| \| \| 14 \| \| Просек : \| 43,1 \| \| \| 45,4 \| |      |  |  |      |
| |      |  |  |      |
| | м    |  |  | ж    |
| ? | 0    |  |  | 1    |
| 80+ | 2    |  |  | 5    |
| 75—79 | 15   |  |  | 20   |
| 70—74 | 26   |  |  | 30   |
| 65—69 | 24   |  |  | 33   |
| 60—64 | 22   |  |  | 24   |
| 55—59 | 8    |  |  | 10   |
| 50—54 | 19   |  |  | 18   |
| 45—49 | 37   |  |  | 21   |
| 40—44 | 30   |  |  | 14   |
| 35—39 | 22   |  |  | 18   |
| 30—34 | 16   |  |  | 19   |
| 25—29 | 13   |  |  | 13   |
| 20—24 | 7    |  |  | 10   |
| 15—19 | 16   |  |  | 12   |
| 10—14 | 17   |  |  | 18   |
| 5—9 | 21   |  |  | 18   |
| 0—4 | 12   |  |  | 14   |
| Просек : | 43,1 |  |  | 45,4 |

| Година пописа     | 1948. | 1953. | 1961. | 1971. | 1981. | 1991. | 2002. |
| ----------------- | ----- | ----- | ----- | ----- | ----- | ----- | ----- |
| Број домаћинстава | 234   | 245   | 268   | 250   | 234   | 221   | 211   |

| Број чланова      | 1  | 2  | 3  | 4  | 5  | 6  | 7 | 8 | 9 | 10 и више | Просек |
| ----------------- | -- | -- | -- | -- | -- | -- | - | - | - | --------- | ------ |
| Број домаћинстава | 47 | 60 | 42 | 24 | 20 | 13 | 3 | 1 | 1 | 0         | 2,87   |

| Пол    | Укупно | Неожењен/Неудата | Ожењен/Удата | Удовац/Удовица | Разведен/Разведена | Непознато |
| ------ | ------ | ---------------- | ------------ | -------------- | ------------------ | --------- |
| Мушки  | 257    | 79               | 150          | 19             | 9                  | 0         |
| Женски | 248    | 25               | 150          | 65             | 7                  | 1         |
| УКУПНО | 505    | 104              | 300          | 84             | 16                 | 1         |

| Пол    | Укупно                    | Пољопривреда, лов и шумарство | Рибарство                            | Вађење руде и камена | Прерађивачка индустрија       |
| ------ | ------------------------- | ----------------------------- | ------------------------------------ | -------------------- | ----------------------------- |
| Мушки  | 139                       | 37                            | 0                                    | 25                   | 35                            |
| Женски | 78                        | 43                            | 0                                    | 0                    | 11                            |
| Укупно | 217                       | 80                            | 0                                    | 25                   | 46                            |
|        |                           |                               |                                      |                      |                               |
| Пол    | Производња и снабдевање   | Грађевинарство                | Трговина                             | Хотели и ресторани   | Саобраћај, складиштење и везе |
| Мушки  | 11                        | 4                             | 5                                    | 3                    | 6                             |
| Женски | 1                         | 0                             | 4                                    | 7                    | 0                             |
| Укупно | 12                        | 4                             | 9                                    | 10                   | 6                             |
|        |                           |                               |                                      |                      |                               |
| Пол    | Финансијско посредовање   | Некретнине                    | Државна управа и одбрана             | Образовање           | Здравствени и социјални рад   |
| Мушки  | 0                         | 6                             | 1                                    | 1                    | 2                             |
| Женски | 0                         | 0                             | 0                                    | 1                    | 9                             |
| Укупно | 0                         | 6                             | 1                                    | 2                    | 11                            |
|        |                           |                               |                                      |                      |                               |
| Пол    | Остале услужне активности | Приватна домаћинства          | Екстериторијалне организације и тела | Непознато            | Непознато                     |
| Мушки  | 1                         | 0                             | 0                                    | 2                    | 2                             |
| Женски | 0                         | 0                             | 0                                    | 2                    | 2                             |
| Укупно | 1                         | 0                             | 0                                    | 4                    | 4                             |